# Eublemma terminimaculata
Eublemma terminimaculata är en fjärilsart som beskrevs av Alfred Ernest Wileman 1915. Eublemma terminimaculata ingår i släktet Eublemma och familjen nattflyn. Inga underarter finns listade i Catalogue of Life.